# نوردیند
نوردیند (به هلندی: Noordeinde) یک منطقهٔ مسکونی در هلند است که در نیوکوپ واقع شده‌است. نوردیند ۵۶۱ نفر جمعیت دارد.